# Fimbria

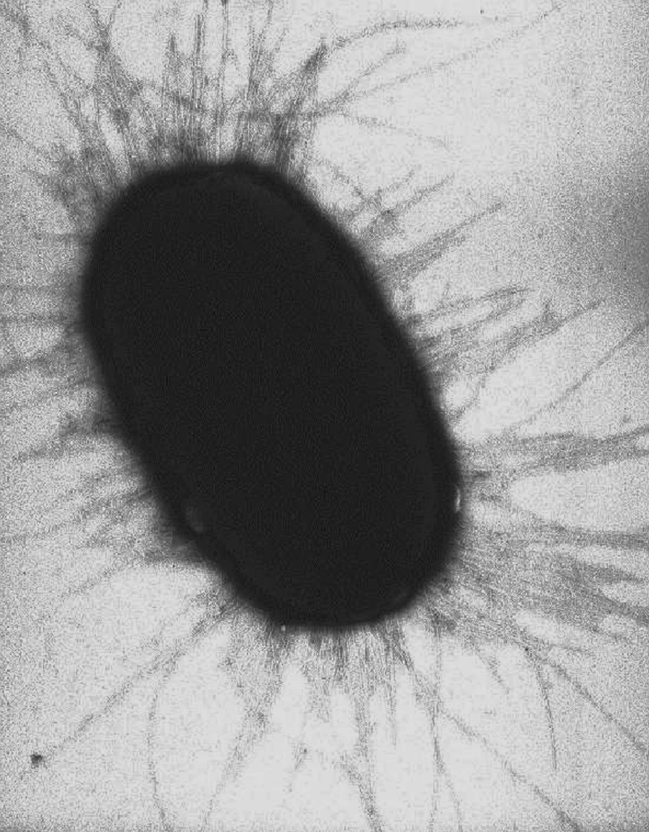
Escherichia coli presenta unas 100-200 fimbrias que utiliza para adherirse a las células epiteliales o al tracto urogenital.

En general, fimbria es una porción terminal u orla de un órgano dividido en segmentos muy finos, como cilios. Son fimbrias las franjas periféricas de las alas de muchas mariposas formadas por larguísimas escamas especializadas, sobre todo en la familia Lycaenidae, como en Thymelicus sylvestris. Los pétalos de la planta Ruta chalepensis se dice que están fimbriados.
Más específicamente, en bacteriología fimbria es un apéndice proteínico presente en muchas bacterias, más delgado y corto que un flagelo. Estos apéndices oscilan entre 4-7 nm de diámetro y hasta varios μm de largo y corresponden a evaginaciones de la membrana citoplasmática que asoman al exterior a través de los poros de la pared celular y la cápsula. Son utilizadas por las bacterias para adherirse a las superficies, unas a otras, o a las células animales: una bacteria puede tener del orden 1000 fimbrias que son sólo visibles con el uso de un microscopio electrónico. Las fimbrias pueden estar repartidas uniformemente por toda la superficie de la célula o estar situadas solo en los polos. Las fimbrias se encuentran tanto en las bacterias gramnegativas como grampositivas. En las bacterias Gram positivas, las fimbrias están ligadas covalentemente. 
En muchas bacterias, las fimbrias son necesarias para la colonización durante el proceso de infección o para iniciar la formación de una biopelícula. Las bacterias mutantes que carecen de fimbrias no puede adherirse a su destino habitual y, por lo tanto, no pueden provocar infecciones. Algunas fimbrias puede contener lectinas, las cuales son necesarias para adherirse a las células destino, puesto que pueden reconocer las unidades de oligosacáridos presentes en la superficie de estas células. Otras fimbrias se unen a los componentes de la matriz extracelular. Por ejemplo, es uno de los mecanismos primarios de virulencia en E. coli.
Los términos fimbria y pilus (plural pili) son a menudo intercambiables, pero fimbria se suele reservar para los pelos cortos que utilizan las bacterias para adherirse a las superficies, en tanto que pilus suele referir a los pelos ligeramente más largos que se utilizan en la conjugación bacteriana para transferir material genético desde la célula donadora hasta la receptora y a veces en el desplazamiento.